# Trith-Saint-Léger
Pour les articles homonymes, voir Saint-Léger.
Trith-Saint-Léger est une commune française de la banlieue de Valenciennes, située sur le cours canalisé de l'Escaut, dans le département du Nord (59) en région Hauts-de-France.
Au 1er janvier 2006, la commune comptait 6 376 habitants appelés Trithois. Elle fait partie de la communauté d'agglomération de la Porte du Hainaut, qui regroupe 39 communes et 143 786 habitants, en 2006.
Les habitants de la commune s'appellent des Trithois et/ou des Trithoises.

## Géographie

### Situation
Trith-Saint-Léger est située sur la départementale 59, entre Prouvy et Valenciennes, au sud-ouest de celle-ci. La commune inscrit son développement dans un schéma du développement urbain élaboré avec une forte dynamique de concertation.

### Communes limitrophes
|        | La Sentinelle     | Valenciennes            |
| Prouvy | Trith-Saint-Léger | Aulnoy-lez-Valenciennes |
|        | Maing             | Famars                  |

### Hydrographie

#### Réseau hydrographique
La commune est située dans le bassin Artois-Picardie. Elle est drainée par l'Escaut canalisée, l'Etang de Trith, le ruisseau du Bois, divers bras de décharge amont rive gauche de l'écluse de Trith-saint-léger sur l'Escaut canalisée, divers bras de décharge aval rive gauche de l'écluse de Trith-saint-léger sur l'Escaut canalisée, la rivière  la Rié et divers autres petits cours d'eau,.
L'Escaut est un fleuve européen de 355 km de long, qui traverse trois pays (France, Belgique et Pays-Bas), avant de se jeter en mer du Nord. La partie canalisée en France relie Cambrai à , après avoir traversé 34 communes. 

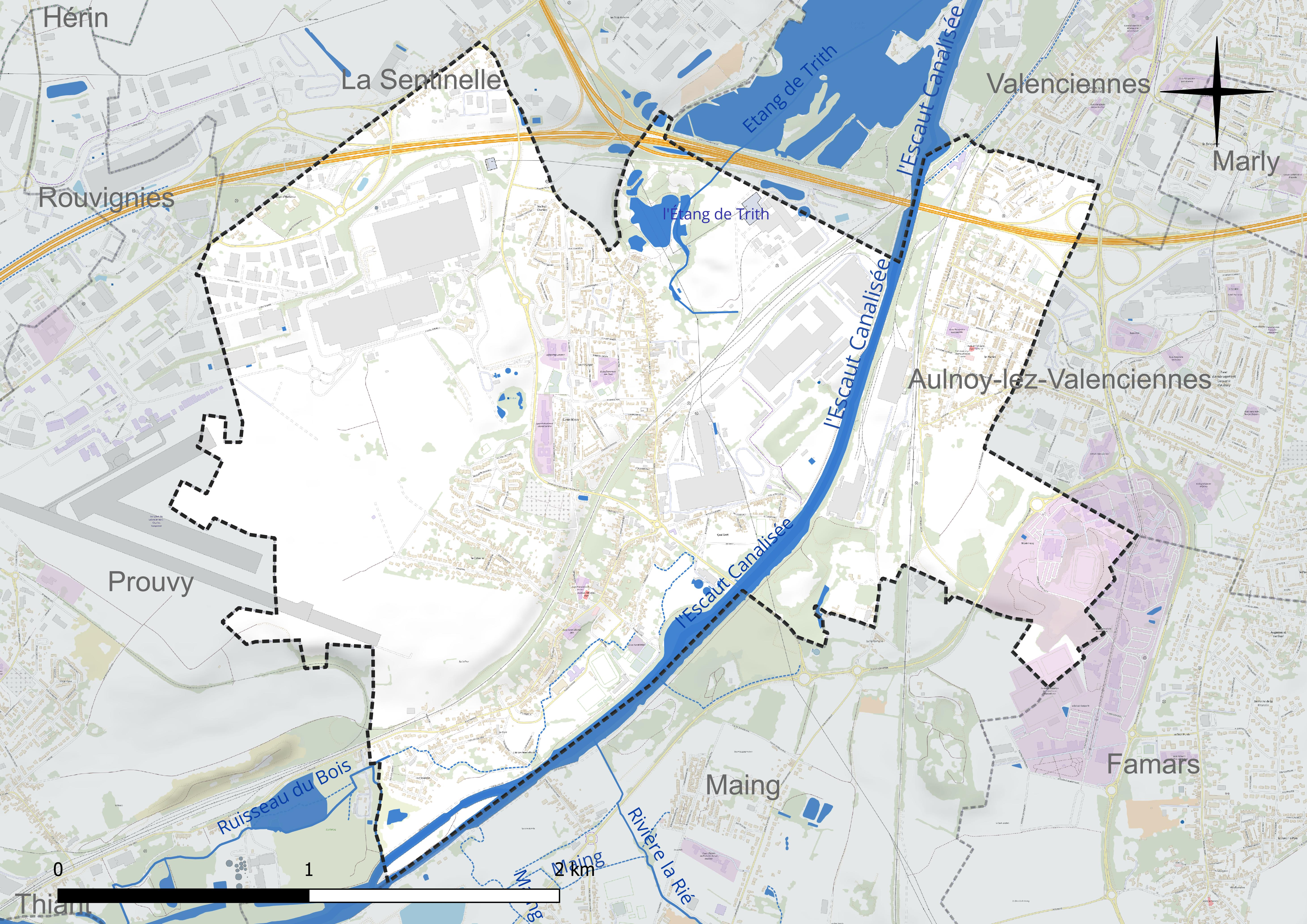
Réseau hydrographique de Trith-Saint-Léger.

Un plan d'eau complète le réseau hydrographique : l'étang de Trith (3,6 ha),.

#### Gestion et qualité des eaux
Le territoire communal est couvert par le schéma d'aménagement et de gestion des eaux (SAGE) « Escaut ». Ce document de planification concerne un territoire de 2 005 km2 de superficie, délimité par le bassin versant de l'Escaut. Le périmètre a été arrêté le 9 juin 2006 et le SAGE proprement dit a été approuvé le 13 juillet 2021. La structure porteuse de l'élaboration et de la mise en œuvre est le syndicat mixte Escaut et Affluents (SyMEA). 
La qualité des cours d'eau peut être consultée sur un site dédié géré par les agences de l'eau et l'Agence française pour la biodiversité. 

### Climat
Pour des articles plus généraux, voir Climat des Hauts-de-France et Climat du Nord.
En 2010, le climat de la commune est de type climat océanique dégradé des plaines du Centre et du Nord, selon une étude du CNRS s'appuyant sur une série de données couvrant la période 1971-2000. En 2020, Météo-France publie une typologie des climats de la France métropolitaine dans laquelle la commune est exposée à un climat océanique altéré et est dans la région climatique  Nord-est du bassin Parisien, caractérisée par un ensoleillement médiocre, une pluviométrie moyenne régulièrement répartie au cours de l'année et un hiver froid (3 °C).
Pour la période 1971-2000, la température annuelle moyenne est de 10,7 °C, avec une amplitude thermique annuelle de 14,8 °C. Le cumul annuel moyen de précipitations est de 711 mm, avec 12,7 jours de précipitations en janvier et 9,2 jours en juillet. Pour la période 1991-2020, la température moyenne annuelle observée sur la station météorologique la plus proche, située sur la commune de Valenciennes à 4 km à vol d'oiseau, est de 11,0 °C et le cumul annuel moyen de précipitations est de 694,1 mm,. Pour l'avenir, les paramètres climatiques de la commune estimés pour 2050 selon différents scénarios d'émission de gaz à effet de serre sont consultables sur un site dédié publié par Météo-France en novembre 2022.
| Mois                                  | jan.           | fév.           | mars           | avril         | mai           | juin         | jui.          | août          | sep.          | oct.          | nov.             | déc.           | année      |
| ------------------------------------- | -------------- | -------------- | -------------- | ------------- | ------------- | ------------ | ------------- | ------------- | ------------- | ------------- | ---------------- | -------------- | ---------- |
| Température minimale moyenne (°C)     | 1,3            | 1,4            | 3,3            | 5             | 8,4           | 11,4         | 13,5          | 13,2          | 10,7          | 8             | 4,4              | 2              | 6,9        |
| Température moyenne (°C)              | 3,9            | 4,5            | 7,4            | 10,1          | 13,6          | 16,6         | 18,7          | 18,6          | 15,5          | 11,7          | 7,3              | 4,5            | 11         |
| Température maximale moyenne (°C)     | 6,4            | 7,6            | 11,4           | 15,1          | 18,8          | 21,9         | 24            | 24            | 20,4          | 15,5          | 10,2             | 6,9            | 15,2       |
| Record de froid (°C) date du record   | −14,9 07.01.09 | −13,3 04.02.12 | −11,9 13.03.13 | −4,9 11.04.03 | −1,1 06.05.19 | 1,1 02.06.06 | 5 31.07.15    | 5,6 20.08.14  | −0,4 30.09.18 | −6,2 24.10.03 | −10,1 23.11.1998 | −11,6 18.12.10 | −14,9 2009 |
| Record de chaleur (°C) date du record | 15,3 09.01.15  | 19,2 26.02.19  | 23,9 31.03.21  | 28 20.04.18   | 31,2 29.05.17 | 35 28.06.11  | 40,9 25.07.19 | 37,2 12.08.03 | 34,8 15.09.20 | 28,6 01.10.11 | 21,8 12.11.1995  | 16,2 31.12.22  | 40,9 2019  |
| Précipitations (mm)                   | 54,3           | 47,3           | 50,8           | 41,8          | 57,9          | 63,1         | 66,4          | 67,6          | 52,1          | 60,1          | 63,9             | 68,8           | 694,1      |

## Urbanisme

### Typologie
Au 1er janvier 2024, Trith-Saint-Léger est catégorisée ceinture urbaine, selon la nouvelle grille communale de densité à sept niveaux définie par l'Insee en 2022.
Elle appartient à l'unité urbaine de Valenciennes (partie française), une agglomération internationale regroupant 56  communes, dont elle est une commune de la banlieue,,. Par ailleurs la commune fait partie de l'aire d'attraction de Valenciennes (partie française), dont elle est une commune de la couronne,. Cette aire, qui regroupe 102 communes, est catégorisée dans les aires de 200 000 à moins de 700 000 habitants,.

### Occupation des sols
L'occupation des sols de la commune, telle qu'elle ressort de la base de données européenne d'occupation biophysique des sols Corine Land Cover (CLC), est marquée par l'importance des territoires artificialisés (84,2 % en 2018), en augmentation par rapport à 1990 (80,6 %). La répartition détaillée en 2018 est la suivante : 
zones industrielles ou commerciales et réseaux de communication (50,4 %), zones urbanisées (33,9 %), zones agricoles hétérogènes (11 %), terres arables (4,1 %), prairies (0,7 %). L'évolution de l'occupation des sols de la commune et de ses infrastructures peut être observée sur les différentes représentations cartographiques du territoire : la carte de Cassini (XVIIIe siècle), la carte d'état-major (1820-1866) et les cartes ou photos aériennes de l'IGN pour la période actuelle (1950 à aujourd'hui).

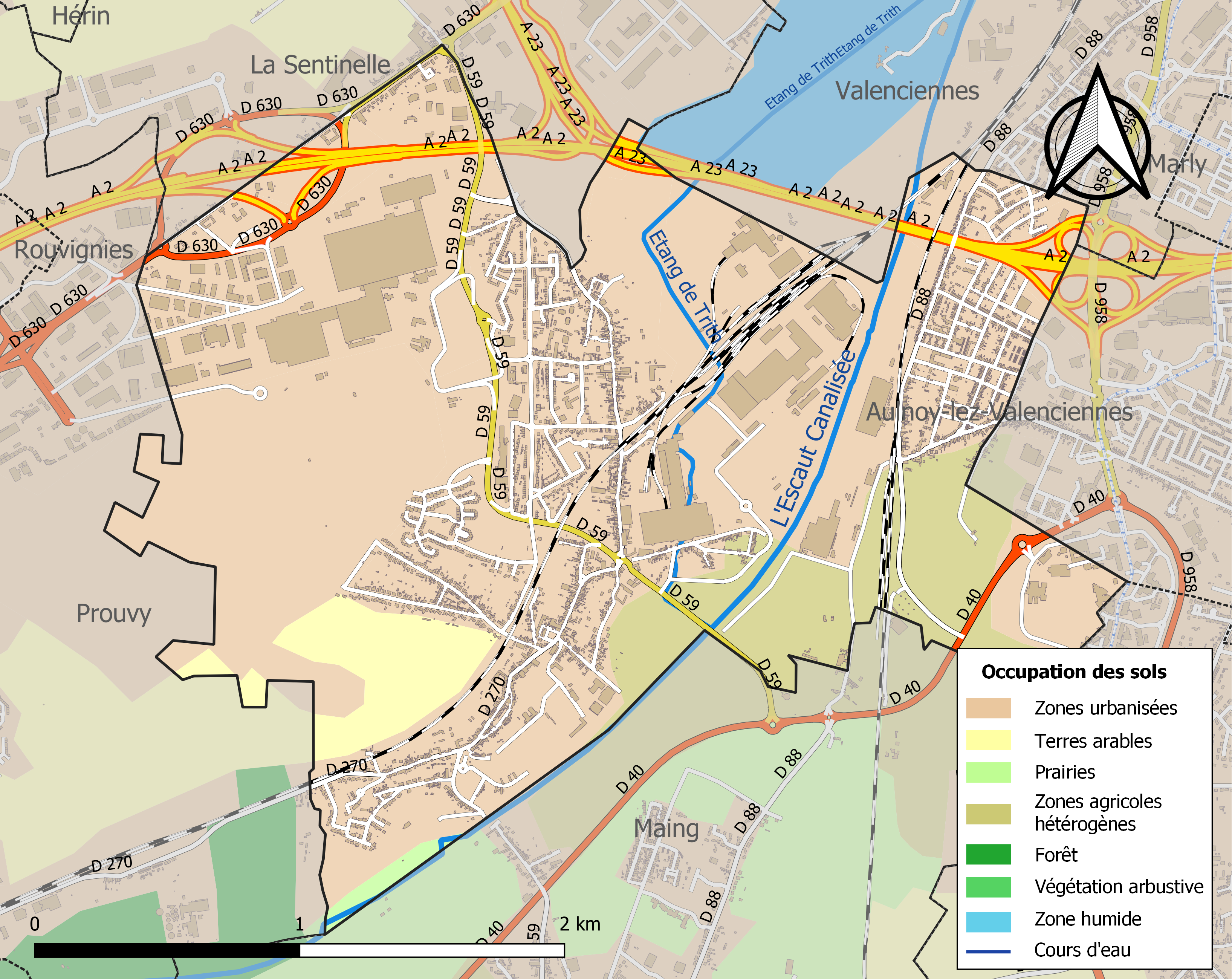
Carte des infrastructures et de l'occupation des sols de la commune en 2018 (CLC).

### Voies de communications et transports
Trith-Saint-Léger dispose de deux gares ferroviaires sur son territoire :
- la gare de Trith-Saint-Léger desservie par des trains TER Hauts-de-France assurant des relations entre Valenciennes et Cambrai ;
- la gare du Poirier-Université desservie par des trains TER Hauts-de-France assurant des relations entre Lille et Maubeuge, Jeumont, Hirson et Charleville-Mézières.

La commune est également desservie par les lignes 30, S1 et A du réseau Transvilles.

## Histoire

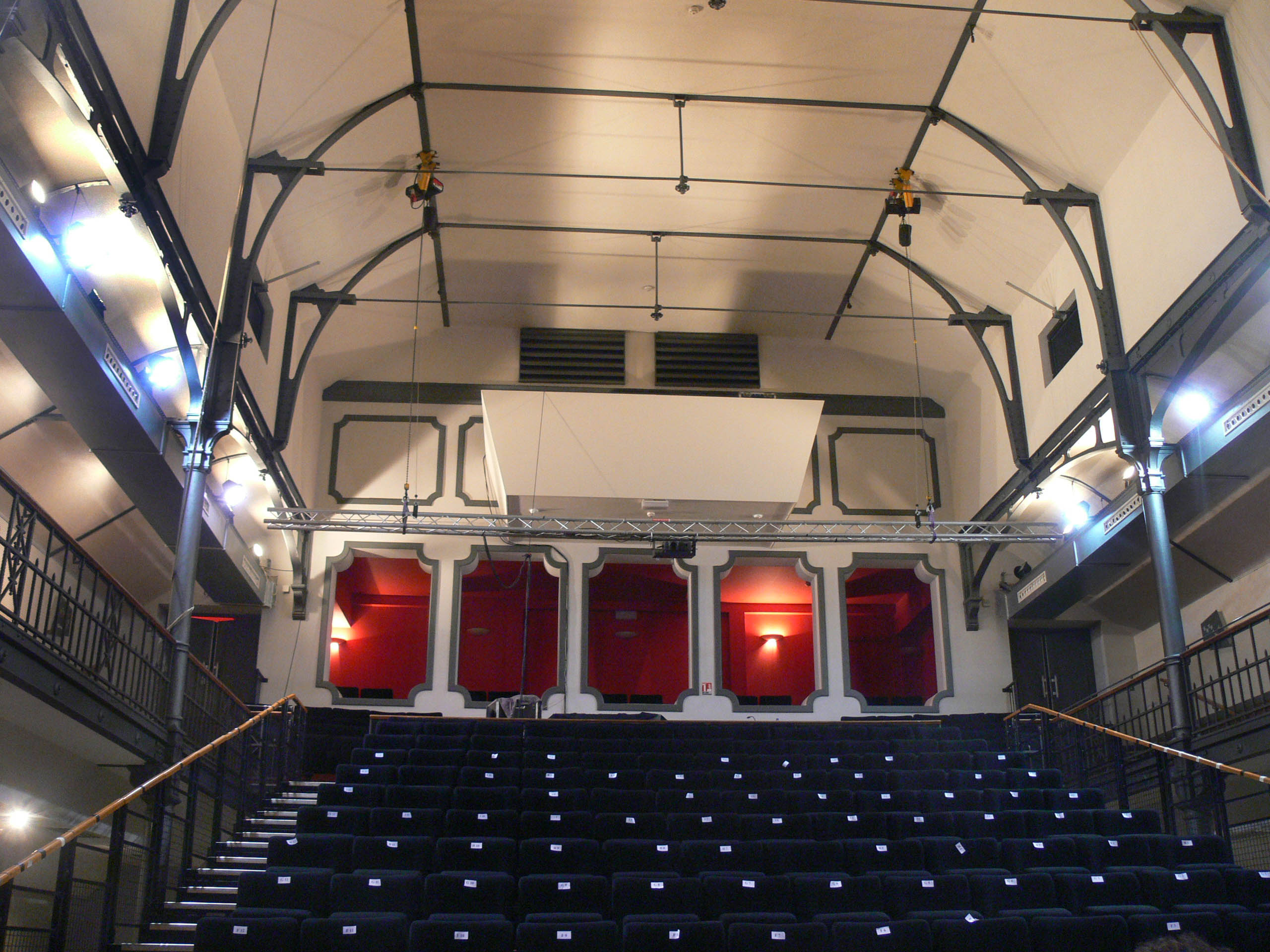
Le Théâtre des Forges René Carpentier (patrimoine industriel) à ossature de fonte et acier, restauré et rouvert au public

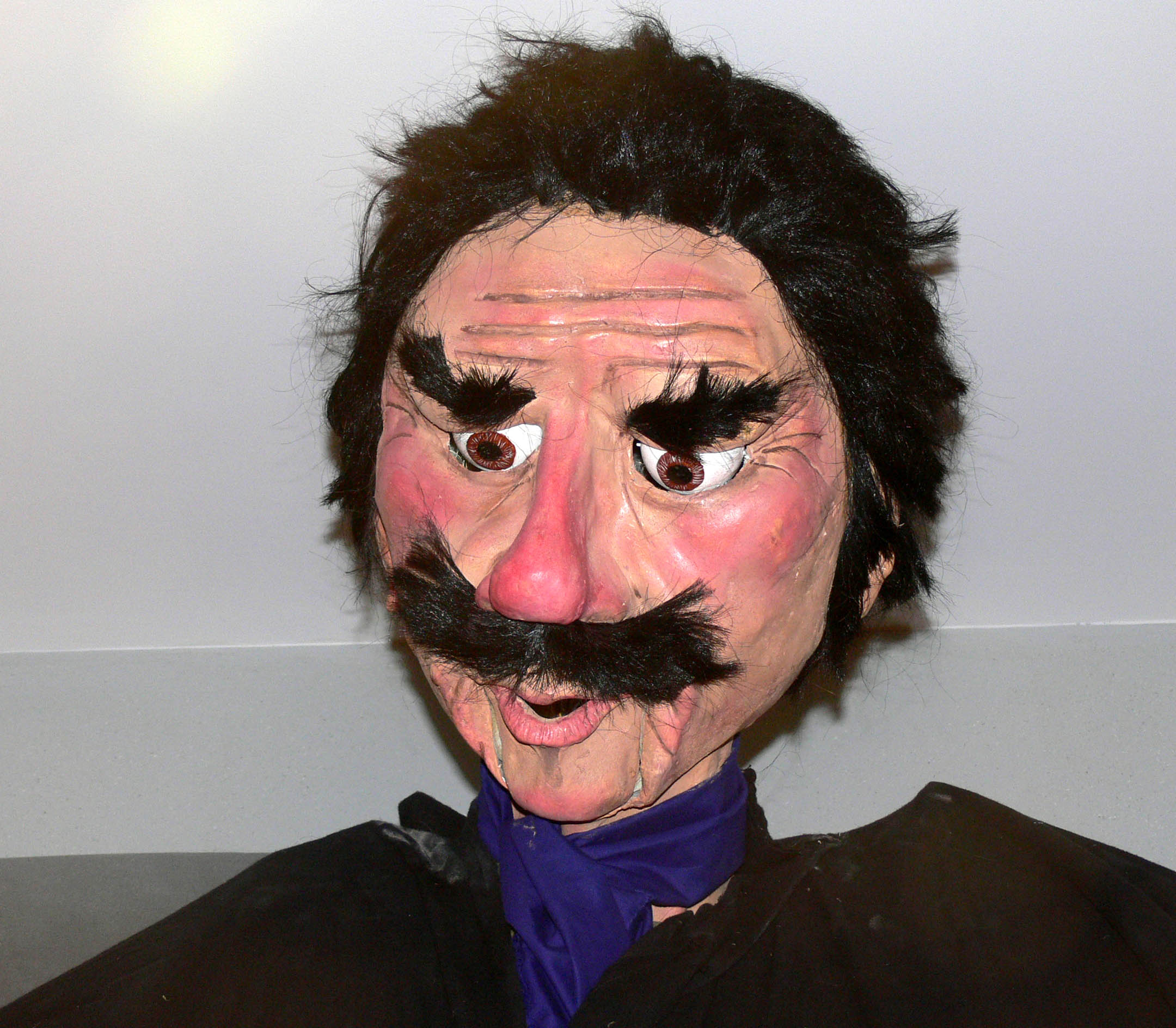
Le géant "Mononque Hubert", effigie d'un peintre artisan que les enfants appelaient "Mon oncle Hubert". Il tient dans sa main gauche un pot de peinture, et de l'autre un verre de bière. Créé en 1949 sur une suggestion du conseil municipal, il mesurait 4 mètres de hauteur

En 1170, le village établi sur les deux rives de l'Escaut s'appelait Pont-de-Trith (de trajectus, passage de cours d'eau). Un vieux pont recevait un chemin descendant de Famars et remontant directement vers le hameau de Saint-Léger qui portait le nom du martyr qui y souffrit.
Ce passage important se trouvait défendu par une forteresse qu'occupaient de puissants seigneurs. Parmi eux, Rénier de Trit qui participa aux croisades de Constantinople. C'est pour ses hauts faits d'armes en Orient que les descendants de Renier de Trith portèrent dans leurs armoiries « un croissant de gueules dans un champ d'argent ».
C'est au XIe siècle qu'il est fait mention de Trith dont les seigneurs étaient pairs du comté de Valenciennes. Riches et puissants, ils furent longtemps en guerre avec ceux d'Aulnoye jusqu'à ce que Baudouin V, Comte de Hainaut, les oblige à renoncer à leurs querelles en 1171.
À la fin du XIIe siècle, le château de Trith passe à la famille de Rœulx puis au Comte du Hainaut.
La houille, que l'on cherchait déjà à la fin du XVIIIe siècle et que l'on exploite en 1826, façonne ensuite le visage de Trith-Saint-Léger, ainsi que la sidérurgie.

La fosse « Ernest » était ouverte en 1826 à Trith (actuel territoire de La Sentinelle). On peut lire dans une statistique de 1832 : « il existe à Trith sept fosses à charbon des mines d'Anzin et… un établissement considérable contenant des forges et laminoirs à l'anglaise, où l'on étire les fers; plus une fonderie où l'on coule des pièces en fonte du poids de 12 à 15 000 livres. » Cet établissement avait été créé en 1823. La « Maison César Sirot », aujourd'hui Laminés Marchands Européens, société détenue par le groupe Beltrame et ArcelorMittal, y a été créée en 1875.
La commune, comme beaucoup d'autres de cette région, a été durement touchée par les séquelles économiques, sociales et environnementales de la mine, les séquelles de deux guerres mondiales puis de la crise de la sidérurgie (ex : fermeture du site métallurgique d'Usinor, qui en termes d'emploi n'a été que très partiellement compensée par l'installation de l'usine PSA Peugeot Citroën, et qui a laissé des sols pollués sur environ 30 ha (gazomètre (aujourd'hui détruit), ancien crassier sidérurgique dont une partie est occupée par l'aciérie LME (USINOR - LME) qui a aussi « exploité une décharge interne pour le stockage de poussières d'aciérie jusqu'en juin 99 »). Ces sites sont à l'origine d'une pollution de la nappe des alluvions par des métaux lourds (plomb, chrome, arsenic issus de déchets industriels spéciaux, et des hydrocarbures aromatiques polycycliques (HAP).
La commune se relève progressivement de ces crises, en soutenant le développement culturel et en intégrant les principes du développement durable et de la construction de haute qualité environnementale dans ses nouveaux investissements.

### Héraldique
| Blason de Trith-Saint-Léger | Blason  | D'argent au croissant de gueules. |
| Blason de Trith-Saint-Léger | Détails |                                   |

## Environnement
De nombreux sites industriels dégradés ou pollués ont fait l'objet (dans les communes et sa proche région) de démolitions et traitement (avec l'EPF souvent), ou font encore l'objet d'une surveillance.
La commune a construit une école HQE, maison de retraite spécialisée dans l'accueil et hébergement de personnes âgées dépendantes dessinée par l'architecte Jean-Luc Collet, créée avec le Sivom de Trith-Saint-Léger et environs,. HQE avec puits thermique, vitrages spéciaux (récupérant l'énergie), mur végétalisé, puits de lumière, modules photovoltaïques, système innovant de climatisation, qui permettra à cet établissement de mieux réagir aux canicules, etc.

## Culture et associations
Outre les associations et les écoles, la Médiathèque Gustave Ansart, et le Théâtre des Forges René Carpentier sont les principaux supports de la vie culturelle de la commune. Le théâtre est une relique de l'architecture industrielle caractéristique qui s'est développée à partir du XIXe siècle jusqu'à l'entre-deux-guerres dans le bassin minier.

### Natation sportive
La ville de Trith-Saint-Léger dispose d'une piscine composée de deux bassins. Le projet de rénovation de la piscine débutera au début de l'année 2015.
Le club de natation sportive surnommé "Le Squale Trithois" participe à de nombreuses compétitions FSGT et quelques compétitions FFN.

## Politique et administration
En 2011, la commune de Trith-Saint-Léger a été récompensée par le label « Ville Internet @@@ ».

### Liste des maires
| Période                                  | Période               | Identité         | Étiquette | Qualité |
| ---------------------------------------- | --------------------- | ---------------- | --------- | --- |
| Les données manquantes sont à compléter. |                       |                  |           | |
| 1802                                     | 1807                  | Dayez,           |           | |
| Les données manquantes sont à compléter. |                       |                  |           | |
| 1871                                     | 1874                  | Charles Laurette |           | |
| 1874                                     | 1876                  | Henri Fontaine   |           | |
| 1876                                     | 1878                  | Lucien Vallez    |           | |
| 1878                                     | novembre 1884         | César Sirot      |           | Maître de forges |
| novembre 1884                            | décembre 1884         | Louis Cacheux    |           | |
| décembre 1884                            | mai 1900              | César Sirot      | NI        | Maître de forges Député du Nord (3e circ. de Valenciennes) (1899 → 1902) Conseiller général de Valenciennes-Sud (1895 → 1914)                   |
| mai 1900                                 | mai 1904              | Henri Jourdan    |           | |
| mai 1904                                 | 1911                  | César Sirot      |           | Maître de forges Conseiller général de Valenciennes-Sud (1895 → 1914)                                                                           |
| 1911                                     | 1913                  | Edgard Jourdan   | SFIO      | |
| 1913                                     | 1914                  | Hubert Glineur   |           | |
| 1914                                     | 1918                  | Mirabeau Prétot  |           | |
| décembre 1918                            | avril 1919            | Hubert Glineur   |           | |
| avril 1919                               | décembre 1919         | Mirabeau Prétot  |           | |
| décembre 1919                            | 1926                  | Louis Olivaux    | SFIO      | |
| 1926                                     | septembre 1944        | Jules Brisville  |           | |
| mars 1945                                | mai 1945              | Émile Tonnoir    |           | Président de la délégation municipale |
| mai 1945                                 | mars 1971             | Florent Gilles   | PCF       | Maçon fumiste, ancien résistant OSC |
| mars 1971                                | 1996 (démission)      | René Carpentier  | PCF       | Employé de bureau Député du Nord (19e circ.) (1990 → 1997) Conseiller général de Valenciennes-Sud (1967 → 1988)                                 |
| 1996                                     | mars 1998 (démission) | Élie Salengros   | PCF       | Modeleur sur bois Premier adjoint au maire (1977 → 1996) Conseiller général de Valenciennes-Sud (1988 → 1998) Vice-président du conseil général |
| mars 1998                                | mai 2020              | Norbert Jessus   | PCF       | Ancien technicien GDF Conseiller général de Valenciennes-Sud (2008 → 2015)                                                                      |
| mai 2020                                 | En cours              | Dominique Savary | PCF       | |

### Instances judiciaires et administratives
Trith-Saint-Léger relève du tribunal d'instance de Valenciennes, du tribunal de grande instance de Valenciennes, de la cour d'appel de Douai, du tribunal pour enfants de Valenciennes, du conseil de prud'hommes de Valenciennes, du tribunal de commerce de Valenciennes, du tribunal administratif de Lille et de la cour administrative d'appel de Douai.

## Population et société

### Démographie

#### Évolution démographique
L'évolution du nombre d'habitants est connue à travers les recensements de la population effectués dans la commune depuis 1800. Pour les communes de moins de 10 000 habitants, une enquête de recensement portant sur toute la population est réalisée tous les cinq ans, les populations de référence des années intermédiaires étant quant à elles estimées par interpolation ou extrapolation. Pour la commune, le premier recensement exhaustif entrant dans le cadre du nouveau dispositif a été réalisé en 2006.

En 2022, la commune comptait 6 062 habitants, en évolution de −3,18 % par rapport à 2016 (Nord : +0,51 %, France hors Mayotte : +2,11 %).
| 1800 | 1806  | 1821  | 1831  | 1836  | 1841  | 1846  | 1851  | 1856  |
| ---- | ----- | ----- | ----- | ----- | ----- | ----- | ----- | ----- |
| 678  | 1 003 | 1 153 | 1 661 | 1 768 | 1 799 | 1 951 | 2 495 | 2 898 |

| 1861  | 1866  | 1872  | 1876  | 1881  | 1886  | 1891  | 1896  | 1901  |
| ----- | ----- | ----- | ----- | ----- | ----- | ----- | ----- | ----- |
| 3 271 | 3 923 | 4 019 | 2 312 | 2 777 | 3 283 | 3 537 | 3 716 | 3 724 |

| 1906  | 1911  | 1921  | 1926  | 1931  | 1936  | 1946  | 1954  | 1962  |
| ----- | ----- | ----- | ----- | ----- | ----- | ----- | ----- | ----- |
| 3 789 | 4 363 | 4 188 | 5 084 | 5 416 | 5 143 | 5 280 | 6 459 | 7 098 |

| 1968  | 1975  | 1982  | 1990  | 1999  | 2006  | 2011  | 2016  | 2021  |
| ----- | ----- | ----- | ----- | ----- | ----- | ----- | ----- | ----- |
| 7 612 | 6 757 | 5 952 | 6 208 | 6 196 | 6 367 | 6 450 | 6 261 | 6 124 |

| 2022  | - | - | - | - | - | - | - | - |
| ----- | - | - | - | - | - | - | - | - |
| 6 062 | - | - | - | - | - | - | - | - |

La population passe de 950 habitants en 1803 à 1 799 en 1842. Par contre, le territoire de la commune (1 064 ha en 1803) est amputé de La Sentinelle.

#### Pyramide des âges
La population de la commune est relativement jeune.
En 2018, le taux de personnes d'un âge inférieur à 30 ans s'élève à 38,8 %, soit en dessous de la moyenne départementale (39,5 %). À l'inverse, le taux de personnes d'âge supérieur à 60 ans est de 22,7 % la même année, alors qu'il est de 22,5 % au niveau départemental.
En 2018, la commune comptait 3 010 hommes pour 3 179 femmes, soit un taux de 51,37 % de femmes, légèrement inférieur au taux départemental (51,77 %).
Les pyramides des âges de la commune et du département s'établissent comme suit.
| Hommes | Classe d’âge | Femmes |
| ------ | ------------ | ------ |
| 0,2    | 90 ou +      | 1,2    |
| 5,4    | 75-89 ans    | 10,0   |
| 13,3   | 60-74 ans    | 15,2   |
| 20,3   | 45-59 ans    | 20,2   |
| 19,0   | 30-44 ans    | 17,8   |
| 21,6   | 15-29 ans    | 18,4   |
| 20,3   | 0-14 ans     | 17,3   |

| Hommes | Classe d’âge | Femmes |
| ------ | ------------ | ------ |
| 0,5    | 90 ou +      | 1,4    |
| 5,3    | 75-89 ans    | 8,1    |
| 14,8   | 60-74 ans    | 16,2   |
| 19,1   | 45-59 ans    | 18,4   |
| 19,5   | 30-44 ans    | 18,7   |
| 20,7   | 15-29 ans    | 19,1   |
| 20,2   | 0-14 ans     | 18     |

## Lieux et monuments
- La gare du Poirier-Université
- La gare de Trith-Saint-Léger
- Église Saint-Martin[38]
- Église Saint-Eloi dans le quartier du Poirier[39]

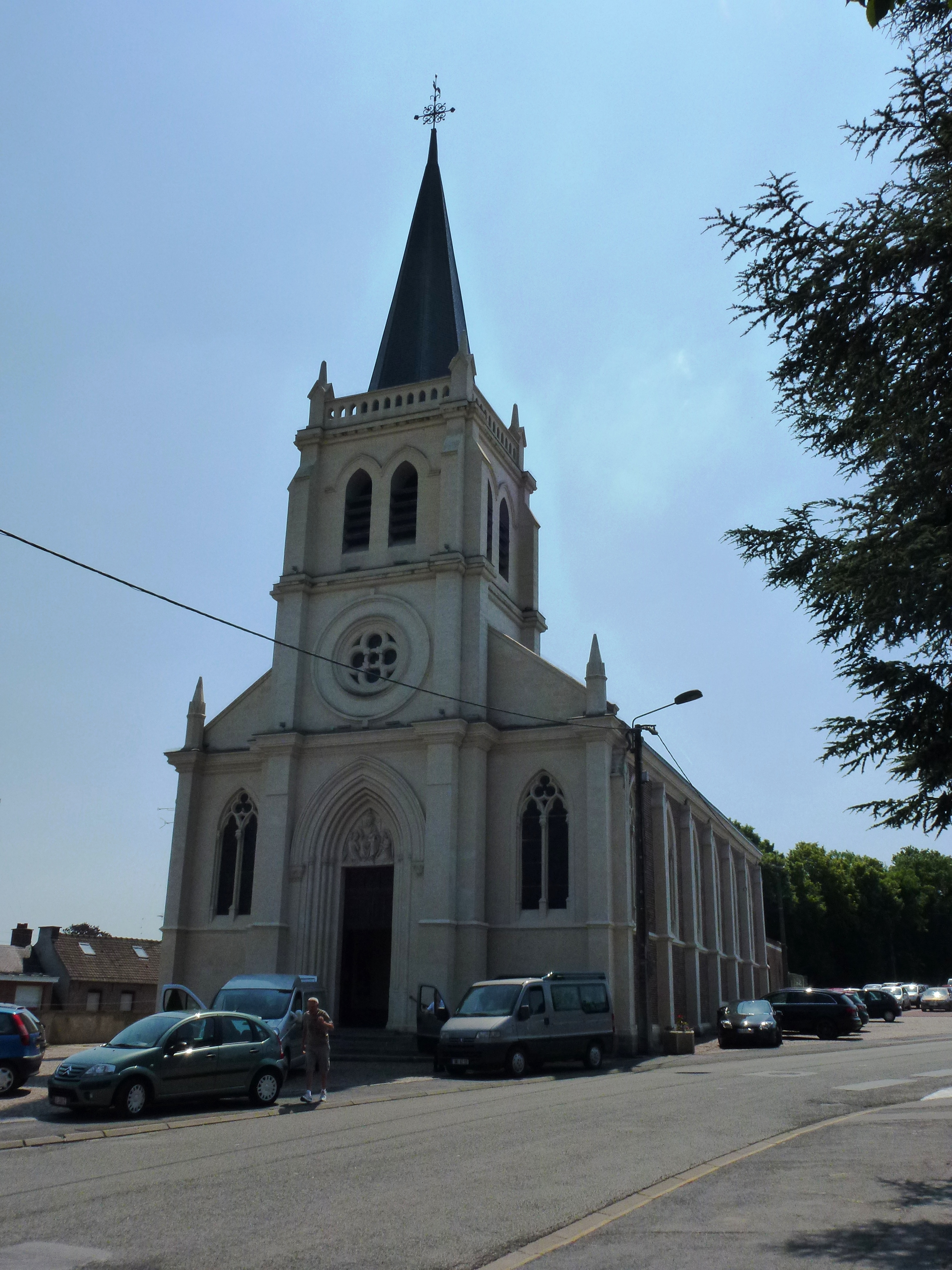
L'église Saint-Martin
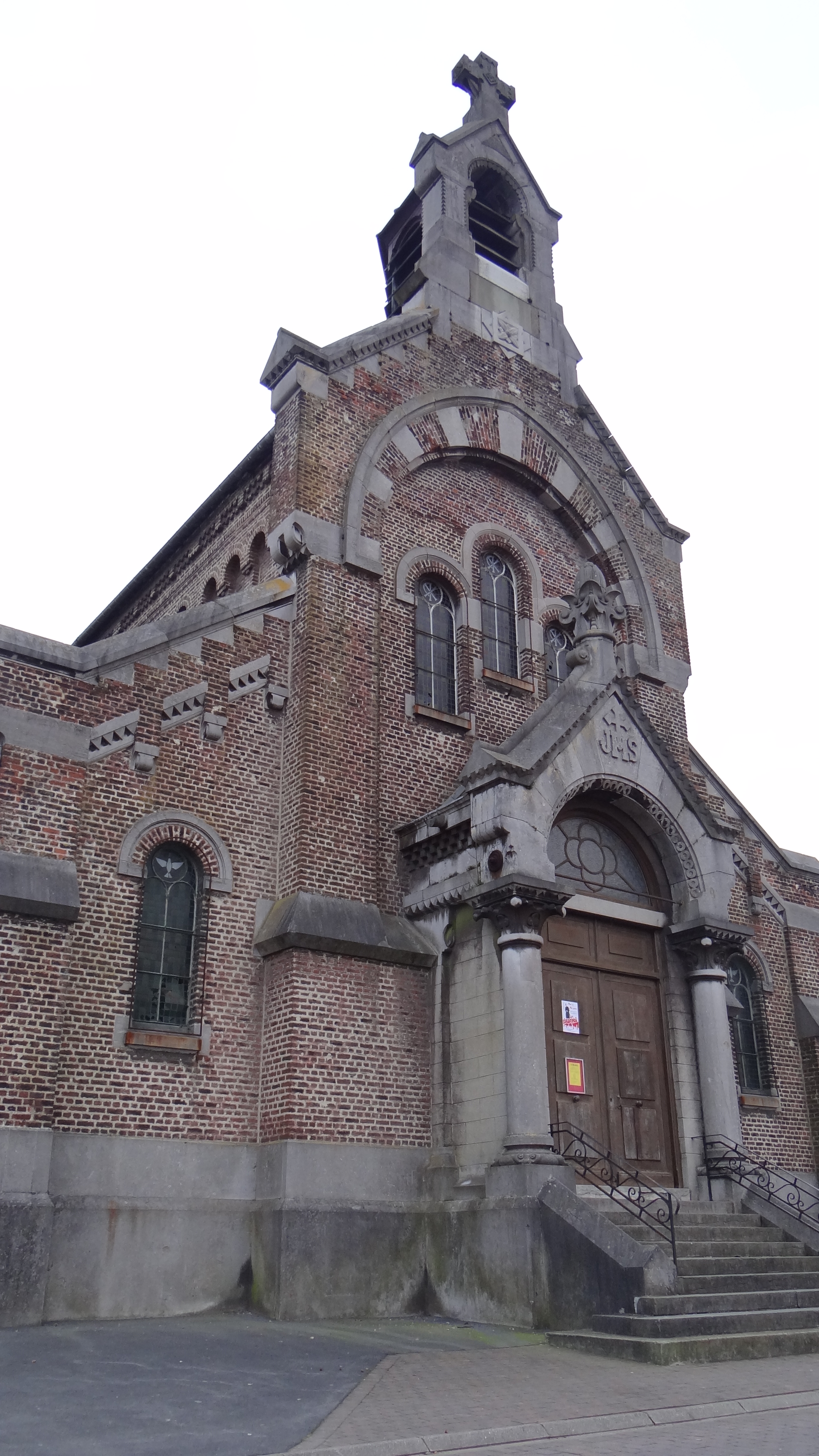
L'église Saint-Éloi
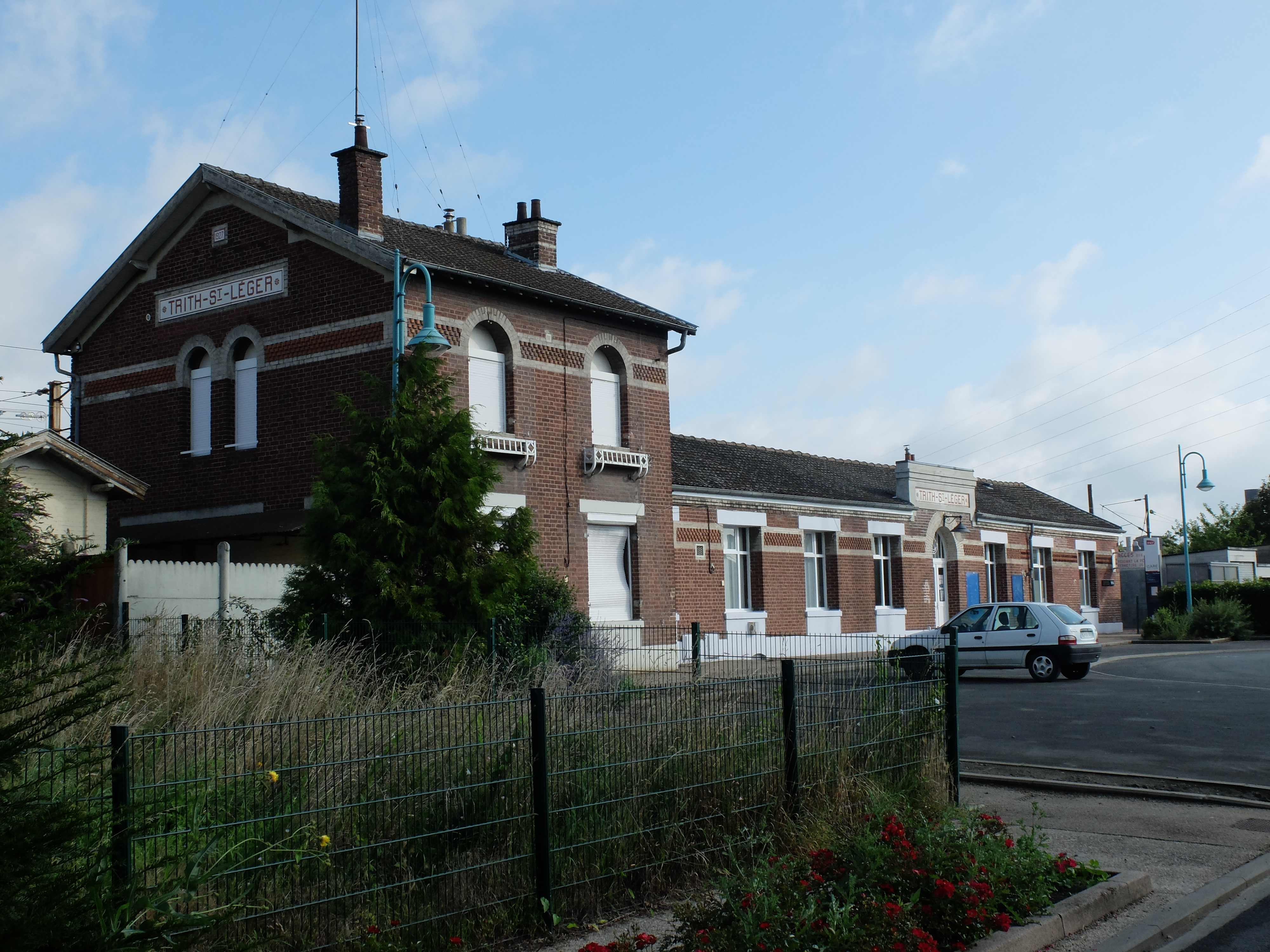
La gare de Trith-Saint-Léger
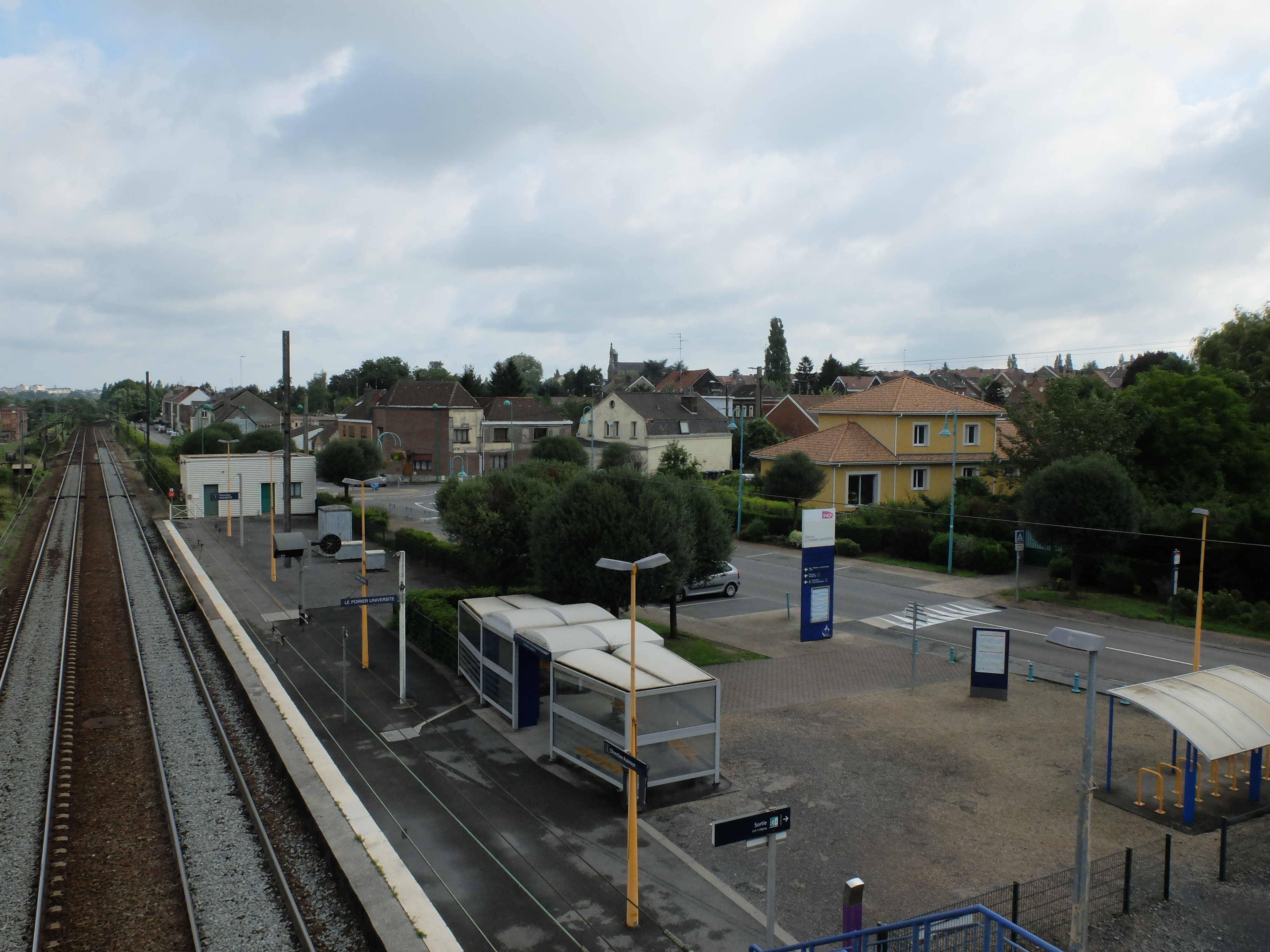
La gare du Poirier-Université et le quartier attenant

## Économie
- Laminés Marchands Européens, aciérie et laminoirs
- Valdunes
- Usine PSA de Valenciennes (Boîtes de vitesses pour voitures Peugeot et Citroën)

## Cadre de vie
La commune a été récompensée par une fleur au palmarès 2007 du concours des villes et villages fleuris puis par une deuxième fleur l'année suivante.

## Personnalités liées à la commune
- Aimable : accordéoniste (de son vrai nom Aimable Pluchard, né le 10 mai 1922).
- Daniel Leclercq : footballeur
- Jean-Pierre Papin : footballeur
- Patrick Jeskowiak : footballeur
- Jules Meriaux : entrepreneur

## Pour approfondir